# Ibn Alqama
Abū ʿAbd Allāh Muḥammad ibn al-Khālaf, llamado Ibn ʿAlqāmā (1036/37–1115/16), fue un historiador, prosista y poeta valenciano de Al-Ándalus.
Originario de Valencia, el autor escribió una obra titulada “Manifiesto elocuente sobre el infausto incidente”, en la que relata sus recuerdos de la conquista de Valencia por El Cid en 1094. Es posible que haya completado este texto antes de la muerte de El Cid en 1099 o alrededor de 1106/1107. Aunque la obra se ha perdido, ha sido citada y extractada por otros historiadores musulmanes, principalmente por Ibn Idari. Según una reconstrucción, cubre el período comprendido entre septiembre de 1092 y mayo de 1102, incluyendo la reconquista de Valencia tras la muerte del Cid. Estos hechos también se recogen en textos como los escritos por Ibn al-Jatib y en crónicas cristianas como la Estoria de España y Crónica General de España (1344), Crónica de los reyes de Castilla, Crónica de veinte reyes y Crónica particular del Cid. Ibn ʿAlqāmā relata el final del reino taifa y su recuperación por parte de los almorávides y ofrece un punto de vista crítico sobre las acciones del Cid.